# And I’m Joyce Kinney
And I’m Joyce Kinney (с англ. — «А я — Джойс Кинни») — девятый эпизод девятого сезона мультсериала «Гриффины», премьера которого состоялась 16 января 2011 года на канале FOX.

## Сюжет
Лоис признаёт, что ей нравится новая co-ведущая Тома, Джойс Кинни. Позже в тот же день семья идёт в церковь, там Лоис узнаёт о местных продажах выпечки и решает принести собственную. Идя в магазин, чтобы купить ингредиенты, Лоис видит там Кинни, занятую покупками, и присоединяется к ней. Обе быстро стали близкими подругами и решили провести день в студии новостей вместе. Позже, вечером, Лоис и Джойс отправляются в бар, чтобы выпить вместе и поделиться своими историями. Не желая поначалу рассказать Джойс свои тёмные тайны, Лоис всё же рассказывает, что она снималась в порнофильме, когда была в колледже в начале 1980-х годов, прежде чем она встретила Питера. Ожидая, что Джойс будет держать это в тайне, как она обещала, Лоис была потрясена, когда в местных новостях рассказали об её участии в создании порнографии, и Лоис становится изгоем.
Выясняя отношения, Лоис узнаёт о намерениях Джойс: Кинни рассказывает ей, что они вместе ходили в старшую школу, где она была известна как Джойс Чеваправатдумронг. Она также рассказывает, что Лоис унизила её перед всей школой, засунув в рот хот-дог и спустив штаны на глазах у всей школы. С тех пор Джойс таила обиду и ждала возможности отомстить. На следующий день Лоис и её семья пришли в церковь и сразу же потребовали остановить службу. Будучи чрезвычайно подавленной, Лоис, после некоторых напутствий Брайана, становится уверенной в том, чтобы противостоять церкви, показав тот самый порнофильм. После просмотра жители Куахога принимает Лоис обратно в свои ряды, тем самым вызывая гнев Джойс. В то же время у Стьюи возникают подозрения, что Питер — не его настоящий отец, так как видит мужчину, похожего на себя (по форме головы) в одном из эпизодов порнофильма.

## Создание
Автор сценария: Алек Салкин
Режиссёр: Доминик Бьянчи
Композитор: Уолтер Мёрфи